# 獨佔接班人
《獨佔接班人》（英語：Exclusive Love），2025年台灣原創BL愛情喜劇。於2024年9月4日開鏡，是LINE TV繼HIStory系列後再次推出的BL影集，並在2025年2月14日情人節首播。

## 播出時間
2025年2月14起，每週五晚間8點上映、LINE TV、愛奇藝國際版同步首播。
| 播映日期      | 播出時間 | 頻道            |
| ------------- | -------- | --------------- |
| 2025年2月14日 | 20:00    | LINE TV、愛奇藝 |

## 劇情大綱
《獨佔接班人》是以禮儀師為核心題材的故事，揉合生命議題與愛情糾葛，以「珍惜當下，好好告別」作為表現的主軸。
故事描述膽小怕鬼的二代禮儀公司接班人，碰上了被派來教導的冷血禮儀教官，在彼此交流中產生了曖昧的情愫，同時主角的兩位大學同學，則以婚顧題材帶出另一段充滿愛戀的粉紅泡泡支線，形成兩種職業的鮮明對比。

## 演員陣容
- 毛祁生 飾演 唐篤知[5]

鴻澤禮儀公司的資深禮儀師，性格內斂且具高情商，平時禮貌待人，面對無理之人則展現尖銳冷峻的一面。他嚴格遵守工作規程，注重整潔，因特殊機遇加入公司，迅速成為董事長王英修的得力助手。後受命培訓接班人王湛，內心頗感掙扎。
- 張家陞 飾演 王湛[6]

鴻澤禮儀公司少東，未來接班人，性格樂觀可愛，熱愛音樂，擅長電吉他，常以街頭藝人身份演出。為追逐音樂夢想，大學延畢，抗拒接班家族事業。自幼與無血緣大哥王英修相依為命，面對大哥安排的禮儀業務見習，他因恐懼血腥與屍體而卻步。
- 朴靖恆 飾演 涂井和[7]

祥和建設副理，王湛與張以慶的摯友，性格風趣開朗，帶有幽默與神秘氣質。他鬼點子多，常為王湛出謀劃策，卻也鬧出笑話。高中起依賴張以慶，兩人關係親密。當即將與相親對象結婚，與張以慶的感情線索卻逐漸浮現。
- 徐瑋澤 飾演 張以慶[8]

經典婚顧企業副理，王湛與涂井和的摯友，性格溫和儒雅，具書卷氣質。自幼孤單，高中時獲涂井和接納，成為好友。他暗戀涂井和卻不敢表白，得知對方即將結婚後，內心掙扎，默默為其籌備婚禮，卻彷彿在準備自己的婚禮。
- 孫麥傑 飾演 Ian[9]

美國MBA畢業生，王湛的高中好友，父母為鴻澤禮儀股東。他聰慧自信，性格率直，表面不羈，卻對小動物展現溫柔一面。返鄉後受託教導王湛管理家族事業，同時對王湛似有特殊情感。
- 鄭吏佑 飾演 紀輝宇[10]

鴻澤禮儀公司新進禮儀師，生死系畢業，性格活潑搞笑，熱愛驚悚片與暗黑蒐集品，面對屍體與血腥毫無畏懼，熱衷專業，卻因無陰陽眼而遺憾。他大膽直率，常以吐槽嚇唬朋友。
- 余科宏 飾演 王英修[11]

鴻澤禮儀董事長，王湛的無血緣大哥，勤奮負責，將公司發展為業界翹楚。自幼被王湛父親收養，感念恩情，暫管公司並致力培養王湛接班，安排唐篤知訓練其熟悉業務，期盼他承接家族事業。
- 安昊英 飾演 唐敬安[12]

唐篤知的弟弟，學生，網名「鋼鐵人」，性格天真熱情，喜愛地下與獨立音樂。偶然聽到王湛的街頭演出，深受觸動，成為其音樂之路的首位支持者。
- 紀欣伶 飾演 周宥寧[13]

外表氣質出眾，喜愛騎重機，展現帥氣果斷的個性。自幼留學國外，具獨特視野，抗拒父母安排的相親。與涂井和相親時，察覺其與張以慶的感情，刻意促成兩人相互在意。
- 陳柏文 飾演 禮儀師阿文
- 雨婷 飾演 Vivi
- 陳相甫 飾演 唐榮學（唐爸）
- 李韋熹 飾演 曹羽薇（唐媽）
- AP 潘宇謙 飾演 街頭藝人

見證著角色們的戀情開花結果的歌手。

## 原聲帶
| 歌曲 | 歌曲     | 歌曲      | 歌曲                | 歌曲      | 歌曲   | 歌曲 |
| 曲序 | 曲目     |           | 作曲                | 演唱      | 备注   | 时长 |
| ---- | -------- | --------- | ------------------- | --------- | ------ | ---- |
| 1.   | 微光     | AP 潘宇謙 | AP 潘宇謙／潘信維   | AP 潘宇謙 | 片頭曲 | 4:08 |
| 2.   | 想和你   | AP 潘宇謙 | AP 潘宇謙           | AP 潘宇謙 | 片尾曲 | 3:43 |
| 3.   | 天亮     | AP 潘宇謙 | Ian 陳卓賢          | AP 潘宇謙 | 插曲   | 3:25 |
| 4.   | 輪廓     | AP 潘宇謙 | AP 潘宇謙           | AP 潘宇謙 | 插曲   | 3:27 |
| 5.   | 在你身邊 | AP 潘宇謙 | AP 潘宇謙／JNYBeatz | AP 潘宇謙 | 插曲   | 2:59 |

## 外部連結
- 獨佔接班人的Instagram帳戶（繁體中文）
- 官方网站－LINE TV（繁體中文）
- 官方网站－愛奇藝（繁體中文）